# ベンジャミン・ウエスト
ベンジャミン・ウエスト（Benjamin West、1738年10月10日 - 1820年3月11日）は、歴史画を描いた新古典主義の画家。

## 生涯
イギリス領ペンシルベニア植民地（現在のペンシルベニア州スワースモア）で生まれる。宿屋の10番目の子供。ほぼ独学で絵画を学んだ。1746年から1759年まではペンシルベニアで主に肖像画を描いていた。フィラデルフィアの富裕層の援助を受けるようになり、彼らの支援で1760年にイタリアに渡り、ローマに住んだ。イタリア盛期ルネサンスの画家、ティツィアーノ・ヴェチェッリオやラファエロ・サンティの傑作を模写して学び、アントン・ラファエル・メングスやヨハン・ヨアヒム・ヴィンケルマン、ゲイヴィン・ハミルトンらの美術家と知り合った。
1763年にロンドンに渡り、1768年にロイヤル・アカデミー・オブ・アーツ(王立美術院)の設立に参加した。1792年に美術院の初代会長のジョシュア・レノルズが没すると、会長職を引き継ぎ、終生、その職にあった。
イギリス美術史において、古典的な歴史画家のさきがけとなる絵画を描いた。『ウルフ将軍の死』("The Death of General James Wolfe in Quebec":1770)はウエストを国際的に有名にした。
国王、ジョージ3世の家族の肖像画を描くことを依頼され、1772年には王室付の歴史画家に任じられ報酬を与えられるようになった。1791年にはアメリカ芸術科学アカデミーの会員に選ばれ、チャールズ・ウィルソン・ピールやギルバート・ステュアートらの多くのアメリカ人画家がロンドンのウエストのもとで学んだ。1803年にフランス学士院の芸術アカデミー（Académie des Beaux-Arts）の外国人会員にも選ばれた。ロンドンで没した。

## ギャラリー

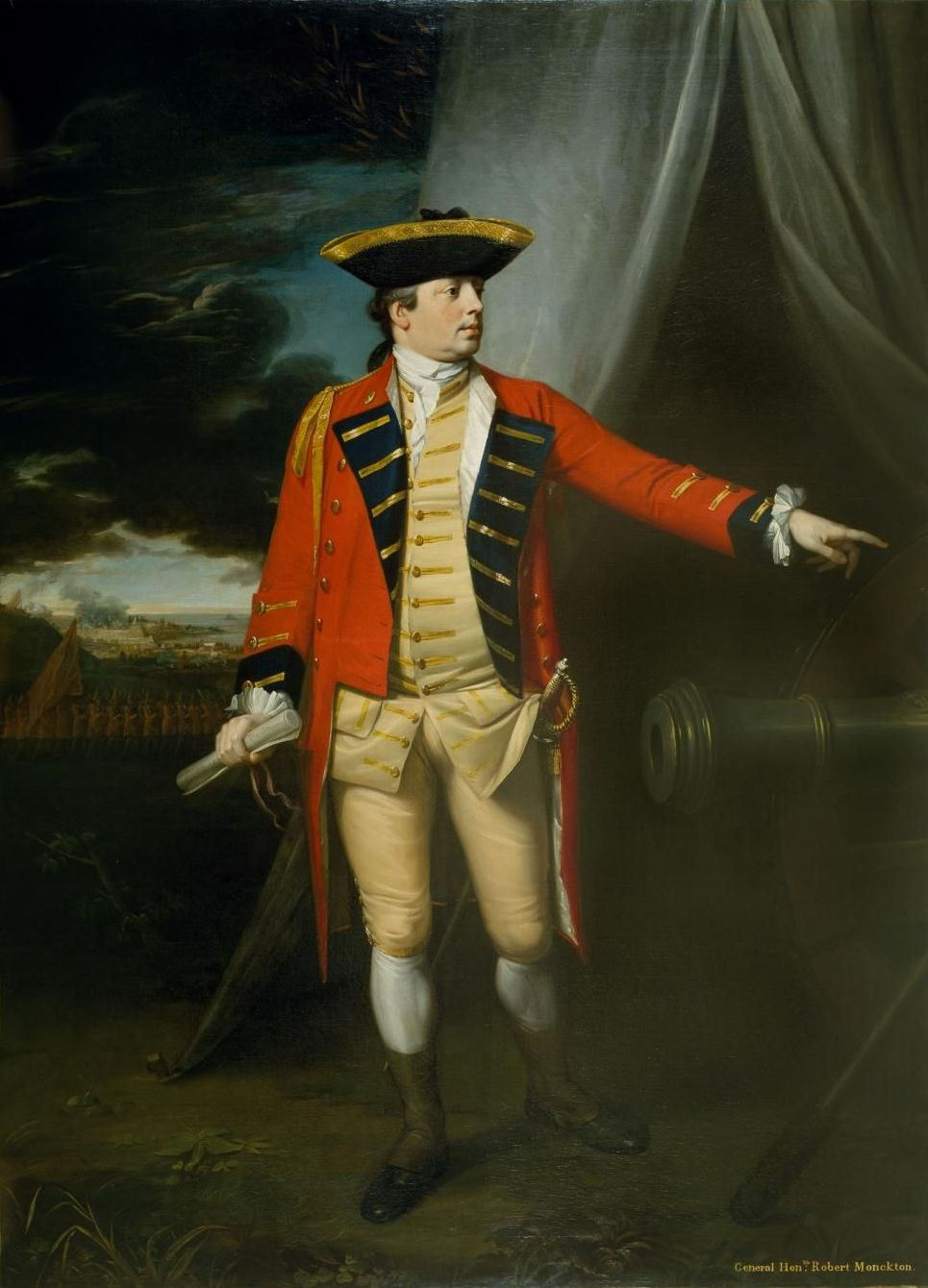
『ロバート・モンクトン』 (1762)
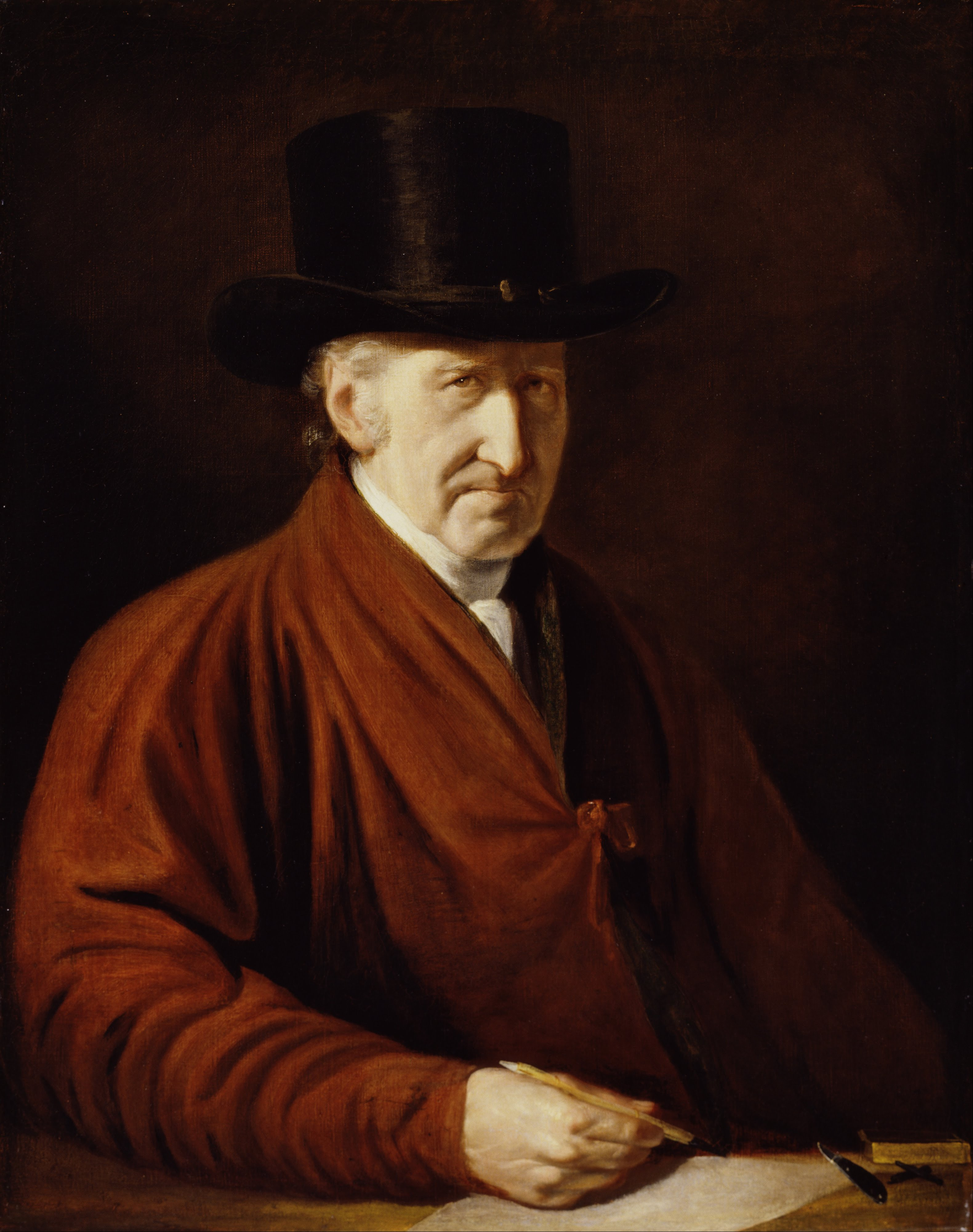
自画像 (1819)
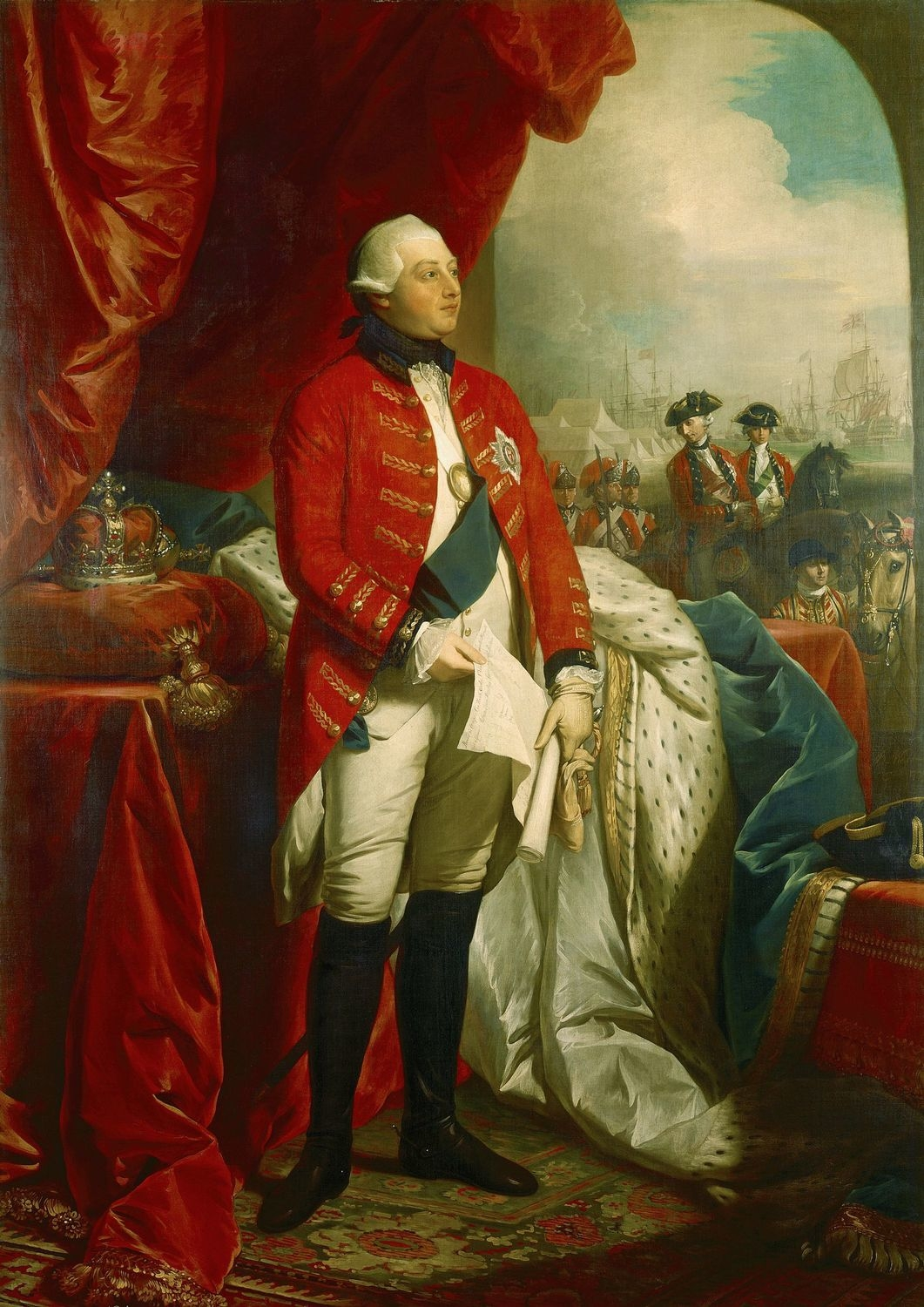
ジョージ3世 (イギリス王)
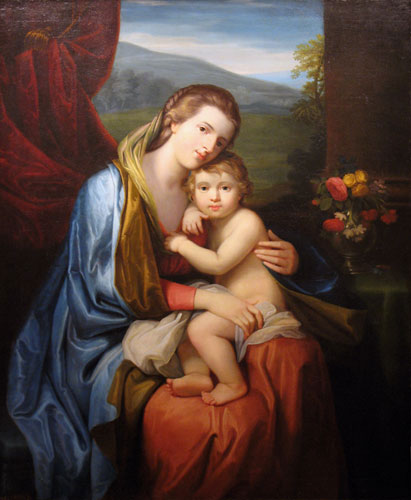
"Anne, Countess of Northampton, with her daughter, Elizabeth"

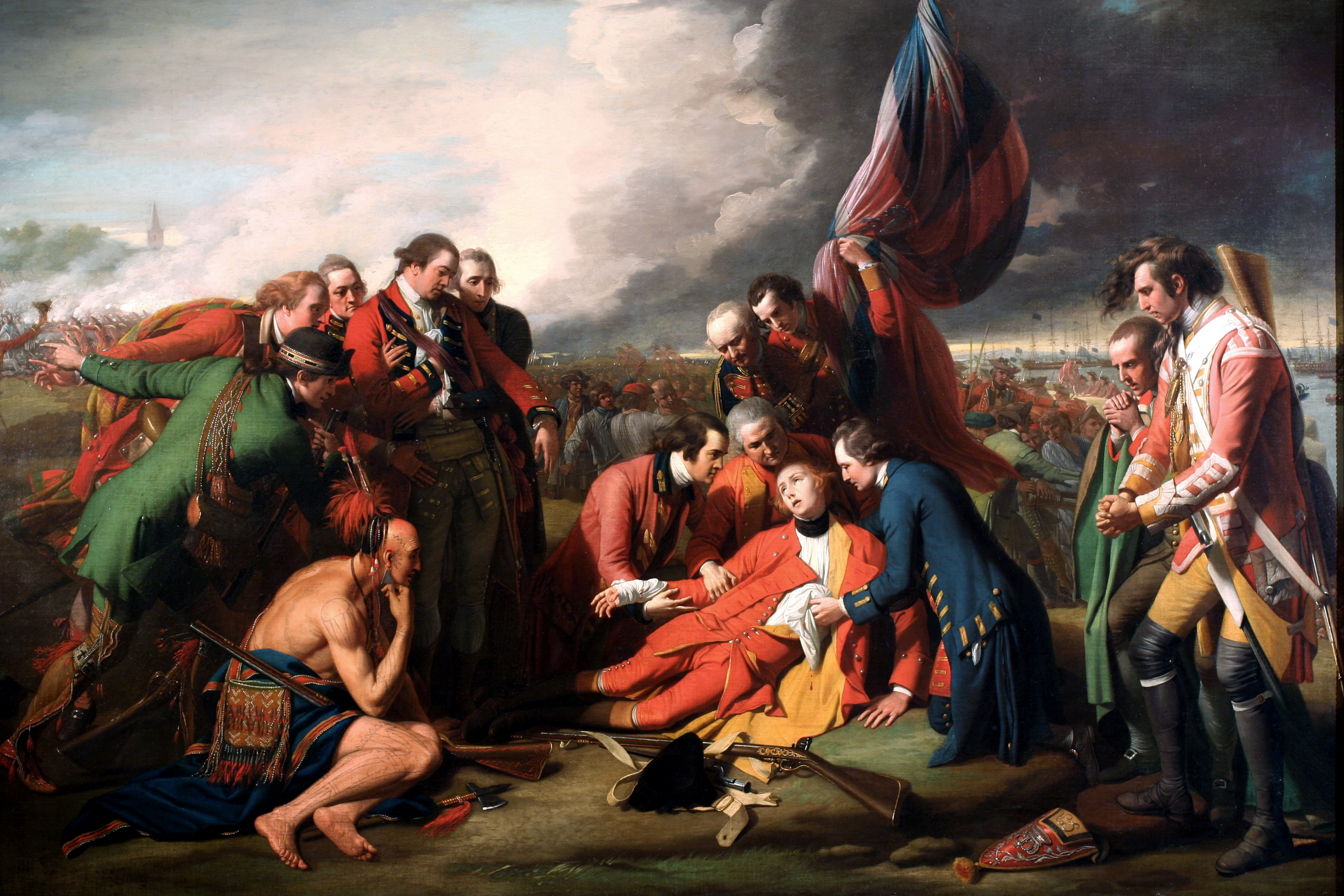
『ウルフ将軍の死』 (1770)
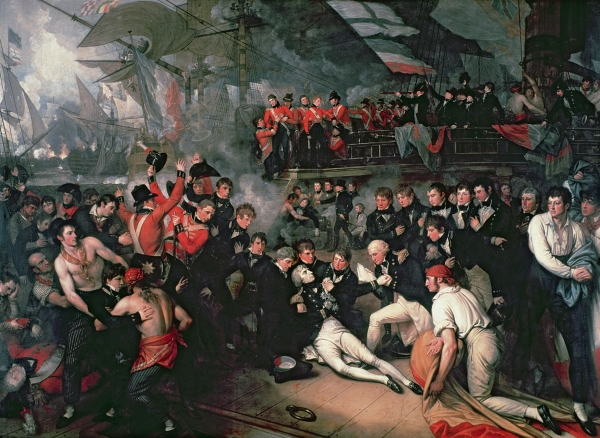
『ネルソンの死』(1806)
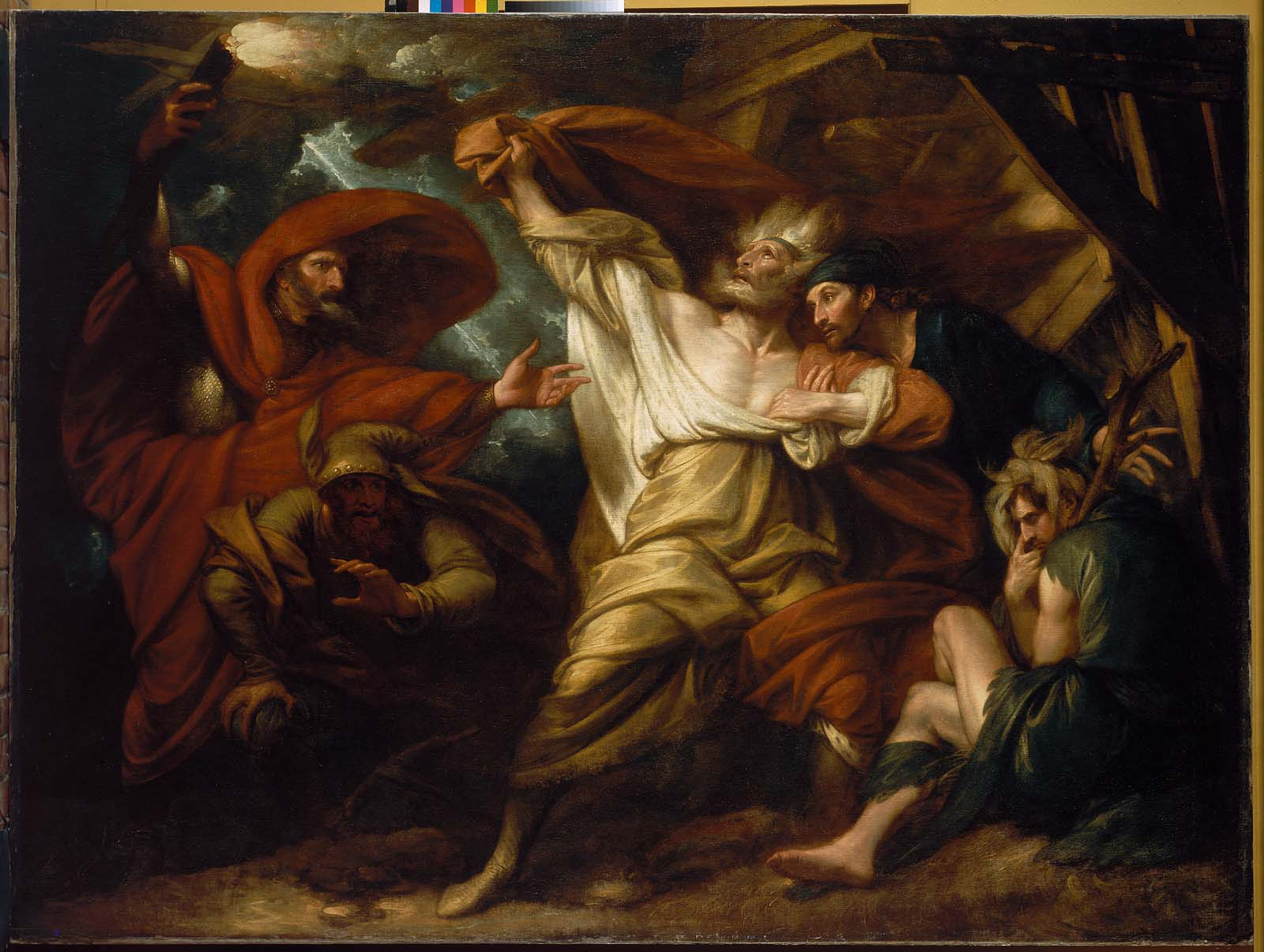
「リア王」の場面

## ベンジャミン・ウエストに学んだ画家
- チャールズ・ウィルソン・ピール (1741-1827)
- アブラム・デラロイ (1742–1795)[2]
- ラルフ・アール (1751-1801)
- ギルバート・ステュアート (1755-1828)
- ジョン・トランブル (1756-1843)
- ロバート・フルトン (1765-1815)
- ワシントン・オールストン (1779-1843)
- トマス・サリー (1783-1872)[3]
- サミュエル・モールス (1791-1872)

## 参照
1. ↑  Benjamin West Explore PA History
2. ↑  Richard H. Saunders; Ellen Gross Miles; National Portrait Gallery (Smithsonian Institution) (1987). American colonial portraits, 1700–1776. Published by the Smithsonian Institution Press for the National Portrait Gallery. ISBN 978-0-87474-695-2
3. ↑  “The Joseph Downs Collection”.   Winterthur Library. 2008年3月24日閲覧。

| 文化                        | 文化                           | 文化                            |
| --------------------------- | ------------------------------ | ------------------------------- |
| 先代 ジョシュア・レノルズ   | 王立芸術院院長 1792年 – 1805年 | 次代 ジェームズ・ワイアット     |
| 先代 ジェームズ・ワイアット | 王立芸術院院長 1806年 – 1820年 | 次代 サー・トーマス・ローレンス |